# Anne Crawford
Pour les articles homonymes, voir Crawford.
Anne Crawford, née le 22 novembre 1920 à Haifa, morte le 17 octobre 1956 à Londres, née Imelda Crawford, est une actrice britannique, qui joua dans des films tels que Ceux de chez nous. Elle épousa James Hartley en 1939, et mourut en 1956 d'une leucémie, à seulement 35 ans.

## Filmographie partielle
- 1943 : Ceux de chez nous (Millions Like Us) de Frank Launder
- 1946 : La Perle noire (Bedelia) de Lance Comfort
- 1946 : Caravane (Caravan) d'Arthur Crabtree
- 1950 : Trio de Ken Annakin et Harold French
- 1951 : Tempête sur la colline (Thunder on the Hill) de Douglas Sirk
- 1953 : Les Chevaliers de la Table ronde (Knights of the Round Table) de Richard Thorpe
- 1953 : Street Corner de Muriel Box